# Pierre Robinet
Pour les articles homonymes, voir Robinet.
Pierre Robinet, né à Paris le 1er octobre 1811 et mort dans la même ville le 8 avril 1878, est un sculpteur français.

## Biographie
Pierre-Marie-Nicolas Robinet, dit aussi Pierre-Alfred Robinet, est né à Paris, le 1er octobre 1811.
Admis à l’école de sculpture de l’Académie des beaux-arts, il est élève de James Pradier et de Pierre-Jean David d'Angers.
Il débute au Salon de l'Académie des beaux-arts en 1835 et il expose régulièrement jusqu’en 1877.
Son buste L’Attention est remarqué lors du concours de la tête d'expression de 1839. En 1840, l’Académie des beaux-arts, dans sa séance du 12 septembre 1840, lui décerne le second grand prix de Rome de sculpture pour Ulysse bandant son arc, le premier prix n'ayant pas été décerné cette année-là,.
Entre 1845 et 1846, il travaille, sous la direction de l’architecte Daniel Ramée, à la restauration des têtes des statues-colonnes du portail ouest de la cathédrale Notre-Dame de Senlis, mutilées à la Révolution ; les plâtres originaux sont conservés au musée lapidaire de la cathédrale. 
Pierre Robinet obtient une mention honorable au Salon de 1863 et une médaille en 1870.
Entre  1873 et 1876, il séjourne dans l'île de Jersey.
Il meurt le 8 avril 1878 à son domicile au 90, rue Legendre, dans le 17e arrondissement de Paris.

## Œuvre
France

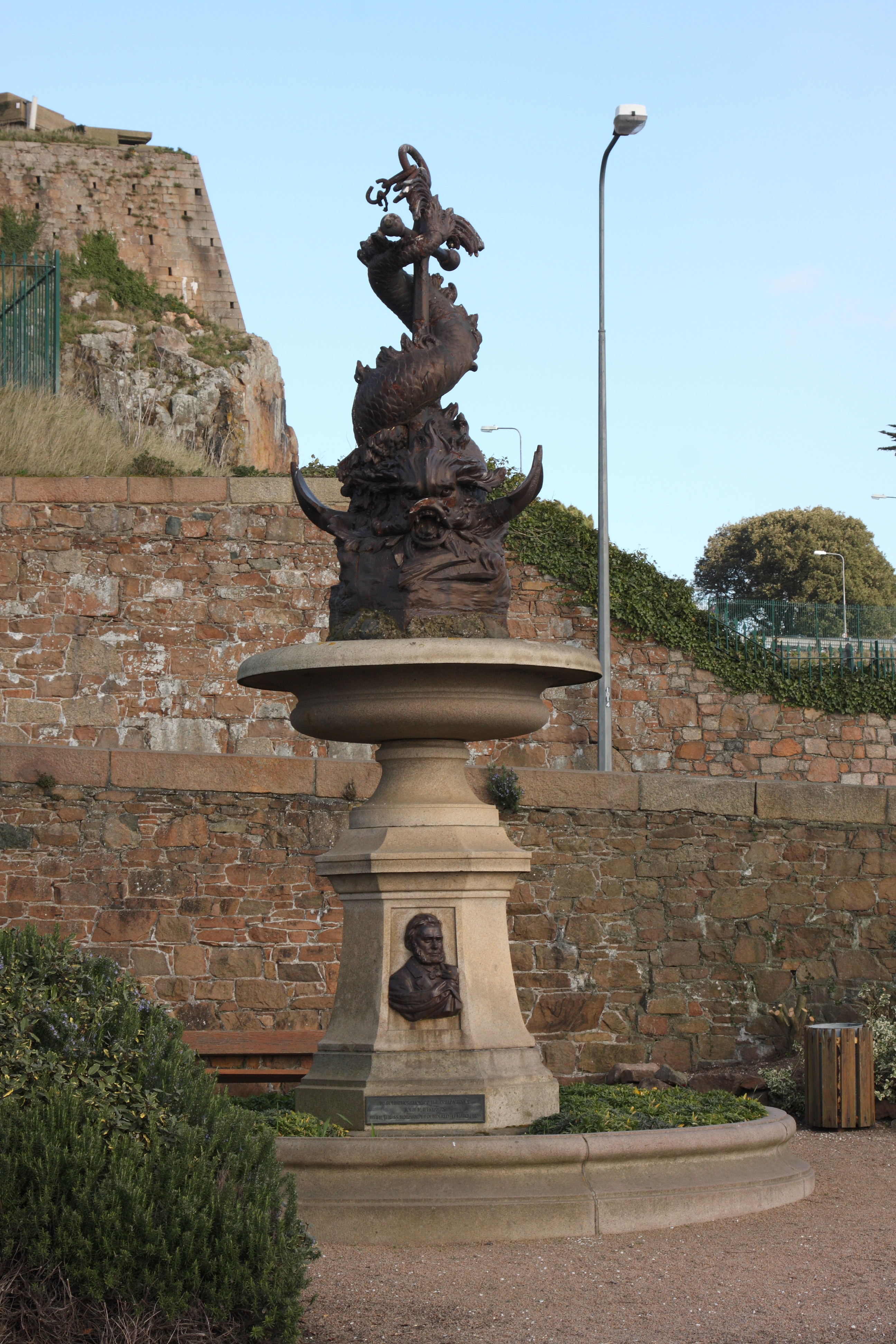
Monument à John N. Westaway (1875), Saint-Helier.

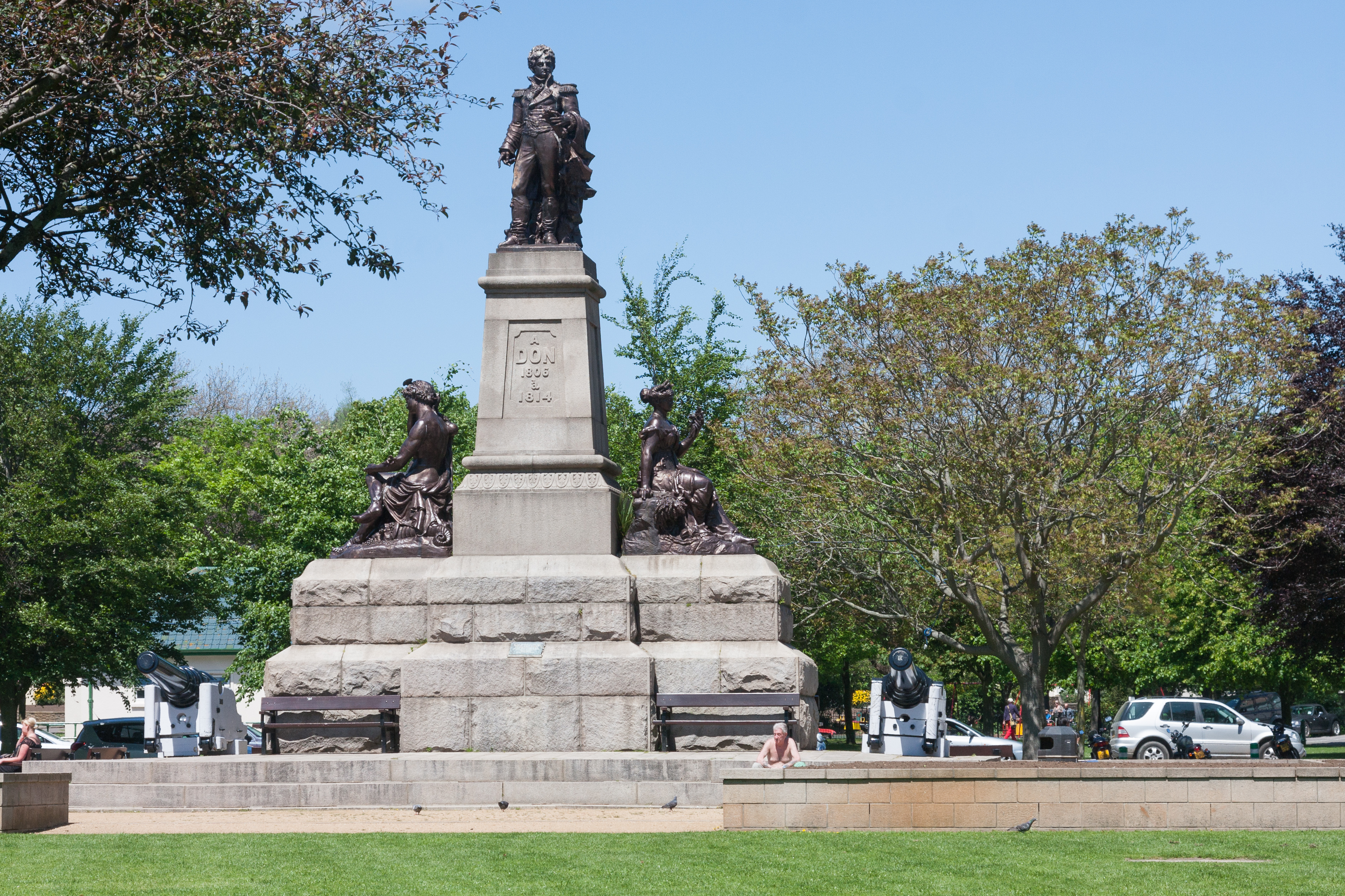
Monument au général Don (1885), Saint-Helier.

- Amiens, musée de Picardie : Buste du docteur Dubois d’Amiens, 1853, bronze, 87 cm, don de Mme Dubois en 1898. Le modèle en plâtre a figuré au Salon de 1853[7].
- Bolbec, cour d’honneur de l'hôpital : Jacques Fauquet[8], buste en bronze, inauguré dans la cour d’honneur le 8 novembre 1857[9], puis transféré dans les nouveaux locaux dans les années 1990[10].
- Paris :
  - Académie nationale de médecine[11] :
    - Le Baron Larrey, statue en marbre, présentée à l'Exposition universelle de 1855[12], hall d'entrée ;
    - Le Baron Desgenettes, statue en marbre, hall d'entrée ;
    - Louis-Benoit Guersant (1777-1848)[13], buste, Salon de 1859 ;
    - Jean-Baptiste Huzard, buste, Salon de 1859 ;
    - Philippe Pinel, buste ;
    - Denis Placide Bouriat (1764-1853)[14], buste ;
    - Jean-Baptiste Nacquart (1780-1854), buste.

  - cimetière du Père-Lachaise : Monument funéraire d’Edmond-Adolphe Gay[15], 1844, tombeau en marbre, 2,15 m, simulant un rocher et un tronc d’arbre[16],[17].
  - palais du Louvre :
    - Jean-Balthazar Keller[18], statue en pierre, au niveau du 1er étage de la façade de l’aile Henri II[19] ;
    - Jean Bullant[20], situé dans l’aile en retour Mollien (1er étage)[21] ;
    - Guerrier franc, statue en pierre, aile de Marsan ;
    - Guerrier romain, statue en pierre, aile de Marsan.
- Versailles, musée de l'Histoire de France :
  - Le Contre-amiral Bouvet, 1862, buste en marbre, destiné initialement à la ville de Saint-Servan[22] ;
  - Le Général Jean-Baptiste Eblé, buste en marbre.

Jersey
- Saint-Helier :
  - Monument à John N. Westaway, 1875, bronze[23] ;
  - Monument au général Don[24], 1885, groupe en bronze[25].